# Бартон, Бланш
Бланш Бартон (англ. Blanche Barton, урождённая англ. Sharon Densley, Шэрон Дэнсли) — бывшая верховная жрица Церкви Сатаны, вдова Антона Шандора Лавея.

## Биография
1 ноября 1993 Бланш Бартон родила единственного сына Лавея — Сатану Ксеркса Карнаки Лавея.
Бартон в течение нескольких лет возглавляла Церковь Сатаны; верховной жрицей её назначил Лавей незадолго до смерти 29 октября 1997 года. Она оставалась на этом посту до 30 апреля 2002 года, когда объявила о том, что новой верховной жрицей становится Пегги Надрамиа, а верховным жрецом — Питер Гилмор.
Когда в 1998 году, после смерти Лавея, его дочь (от другого брака), Зина Шрек, опубликовала статью с критикой в адрес отца, Бланш Бартон написала открытое письмо, известное под заголовком «The Georges Montalba Mystery Архивная копия от 8 июля 2006 на Wayback Machine», в котором ответила на обвинения в адрес покойного мужа.
В 1999 году Бартон начала не увенчавшуюся успехом кампанию по сбору суммы в 400 000 $ на перекупку Чёрного дома, бывшего штаб-квартирой Церкви сатаны с 1966 по 1997 год.
Работа Бланш Бартон «Тайная жизнь сатаниста», повествующая о биографии Антона Лавея, была опубликована в 2004 году российским издательством «Ультра.Культура» и фактически стала первой книгой о современном  сатанизме, Лавее и Церкви сатаны, изданной в печати на русском языке с момента публикации «Unholy Words» книг Лавея — «Сатанинской библии», «Записной книжки дьявола» и «Сатанинских ритуалов» — в 1996—1997 годах.

## Фильмография
- «Anton LaVey - Into the Devil’s Dan» (2019).
- «Realm of Satan» (2024).

### На английском языке
- Бланш Бартон на IMDb Архивная копия от 21 февраля 2007 на Wayback Machine
- Страница книги «The Church of Satan» на сайте издательства «Feral House»

#### Статьи Бланш Бартон (англ.)
- Blanche Barton, «Sycophants Unite!» Архивная копия от 8 июля 2006 на Wayback Machine.
- Blanche Barton, «Satanic Feminism» Архивная копия от 16 июня 2006 на Wayback Machine.
- Blanche Barton, «Mandatory Education: Teaching Pigs to Sing»
- Blanche Barton, «The Georges Montalba Mystery» Архивная копия от 8 июля 2006 на Wayback Machine.
- Призыв к сбору средств для выкупа Чёрного дома.

#### Статьи Бланш Бартон (рус.)
- Бланш Бартон, «Официальное обращение Церкви Сатаны к молодежи»
- Бланш Бартон, «Хелловин XXXIV A.S.»
- Бланш Бартон, «XXXV год Сатанинской Эры»
- Бланш Бартон, «Почему Вы — Сатанист?»
- Бланш Бартон, «Вальпургиева Ночь XXXVI A.S.»
- Отрывок из книги Бланш Бартон «Церковь Сатаны»